# Seznam občin italijanske dežele Kampanija
V seznamu so naštete občine vseh petih pokrajin italijanske dežele Kampanija v izvirni italijanski obliki.

## Pokrajina Avellino
A
Aiello del Sabato • Altavilla Irpina • Andretta • Aquilonia • Ariano Irpino • Atripalda • Avella • Avellino
B
Bagnoli Irpino • Baiano • Bisaccia • Bonito
C
Cairano • Calabritto • Calitri • Candida • Caposele • Capriglia Irpina • Carife • Casalbore • Cassano Irpino • Castel Baronia • Castelfranci • Castelvetere sul Calore • Cervinara • Cesinali • Chianche • Chiusano di San Domenico • Contrada • Conza della Campania
D
Domicella
F
Flumeri • Fontanarosa • Forino • Frigento
G
Gesualdo • Greco • Grottaminarda • Grottolella • Guardia Lombardi
L
Lacedonia • Lapio • Lauro • Lioni • Luogosano
M
Manocalzati • Marzano di Nola • Melito Irpino • Mercogliano • Mirabella Eclano • Montaguto • Montecalvo Irpino • Montefalcione • Monteforte Irpino • Montefredane • Montefusco • Montella • Montemarano • Montemiletto • Monteverde • Montoro Inferiore • Montoro Superiore • Morra De Sanctis • Moschiano • Mugnano del Cardinale
N
Nusco
O
Ospedaletto d'Alpinolo
P
Pago del Vallo di Lauro • Parolise • Paternopoli • Petruro Irpino • Pietradefusi • Pietrastornina • Prata di Principato Ultra • Pratola Serra
Q
Quadrelle • Quindici
R
Rocca San Felice • Roccabascerana • Rotondi
S
Salza Irpina • San Mango sul Calore • San Martino Valle Caudina • San Michele di Serino • San Nicola Baronia • San Potito Ultra • San Sossio Baronia • Sant'Andrea di Conza • Sant'Angelo a Scala • Sant'Angelo all'Esca • Sant'Angelo dei Lombardi • Santa Lucia di Serino • Santa Paolina • Santo Stefano del Sole • Savignano Irpino • Scampitella • Senerchia • Serino • Sirignano • Solofra • Sorbo Serpico • Sperone • Sturno • Summonte
T
Taurano • Taurasi • Teora • Torella dei Lombardi • Torre Le Nocelle • Torrioni • Trevico • Tufo
V
Vallata • Vallesaccarda • Venticano • Villamaina • Villanova del Battista • Volturara Irpina
Z
Zungoli

## Pokrajina Benevento
A
Airola • Amorosi • Apice • Apollosa • Arpaia • Arpaise
B
Baselice • Benevento • Bonea • Bucciano • Buonalbergo
C
Calvi • Campolattaro • Campoli del Monte Taburno • Casalduni • Castelfranco in Miscano • Castelpagano • Castelpoto • Castelvenere • Castelvetere in Val Fortore • Cautano • Ceppaloni • Cerreto Sannita • Circello • Colle Sannita • Cusano Mutri
D
Dugenta • Durazzano
F
Faicchio • Foglianise • Foiano di Val Fortore • Forchia • Fragneto Monforte • Fragneto l'Abate • Frasso Telesino
G
Ginestra degli Schiavoni • Guardia Sanframondi
L
Limatola
M
Melizzano • Moiano • Molinara • Montefalcone di Val Fortore • Montesarchio • Morcone
P
Paduli • Pago Veiano • Pannarano • Paolisi • Paupisi • Pesco Sannita • Pietraroja • Pietrelcina • Ponte • Pontelandolfo • Puglianello
R
Reino
S
San Bartolomeo in Galdo • San Giorgio La Molara • San Giorgio del Sannio • San Leucio del Sannio • San Lorenzello • San Lorenzo Maggiore • San Lupo • San Marco dei Cavoti • San Martino Sannita • San Nazzaro • San Nicola Manfredi • San Salvatore Telesino • Sant'Agata de' Goti • Sant'Angelo a Cupolo • Sant'Arcangelo Trimonte • Santa Croce del Sannio • Sassinoro • Solopaca
T
Telese Terme • Tocco Caudio • Torrecuso
V
Vitulano

## Pokrajina Caserta
A
Ailano • Alife • Alvignano • Arienzo • Aversa
B
Baia e Latina • Bellona
C
Caianello • Caiazzo • Calvi Risorta • Camigliano • Cancello e Arnone • Capodrise • Capriati a Volturno • Capua • Carinaro • Carinola • Casagiove • Casal di Principe • Casaluce • Casapesenna • Casapulla • Caserta • Castel Campagnano • Castel Morrone • Castel Volturno • Castel di Sasso • Castello del Matese • Cellole • Cervino • Cesa • Ciorlano • Conca della Campania • Curti
D
Dragoni
F
Falciano del Massico • Fontegreca • Formicola • Francolise • Frignano
G
Gallo Matese • Galluccio • Giano Vetusto • Gioia Sannitica • Grazzanise • Gricignano di Aversa
L
Letino • Liberi • Lusciano
M
Macerata Campania • Maddaloni • Marcianise • Marzano Appio • Mignano Monte Lungo • Mondragone
O
Orta di Atella
P
Parete • Pastorano • Piana di Monte Verna • Piedimonte Matese • Pietramelara • Pietravairano • Pignataro Maggiore • Pontelatone • Portico di Caserta • Prata Sannita • Pratella • Presenzano
R
Raviscanina • Recale • Riardo • Rocca d'Evandro • Roccamonfina • Roccaromana • Rocchetta e Croce • Ruviano
S
San Cipriano d'Aversa • San Felice a Cancello • San Gregorio Matese • San Marcellino • San Marco Evangelista • San Nicola la Strada • San Pietro Infine • San Potito Sannitico • San Prisco • San Tammaro • Sant'Angelo d'Alife • Sant'Arpino • Santa Maria Capua Vetere • Santa Maria a Vico • Santa Maria la Fossa • Sessa Aurunca • Sparanise • Succivo
T
Teano • Teverola • Tora e Piccilli • Trentola-Ducenta
V
Vairano Patenora • Valle Agricola • Valle di Maddaloni • Villa Literno • Villa di Briano • Vitulazio

## Pokrajina Napoli
A
Acerra • Afragola • Agerola • Anacapri • Arzano
B
Bacoli • Barano d'Ischia • Boscoreale • Boscotrecase • Brusciano
C
Caivano • Calvizzano • Camposano • Capri • Carbonara di Nola • Cardito • Casalnuovo di Napoli • Casamarciano • Casamicciola Terme • Casandrino • Casavatore • Casola di Napoli • Casoria • Castellammare di Stabia • Castello di Cisterna • Cercola • Cicciano • Cimitile • Comiziano • Crispano
E
Ercolano
F
Forio • Frattamaggiore • Frattaminore
G
Giugliano in Campania • Gragnano • Grumo Nevano
I
Ischia
L
Lacco Ameno • Lettere • Liveri
M
Marano di Napoli • Mariglianella • Marigliano • Massa Lubrense • Massa di Somma • Melito di Napoli • Meta • Monte di Procida • Mugnano di Napoli
N
Napoli • Nola
O
Ottaviano
P
Palma Campania • Piano di Sorrento • Pimonte • Poggiomarino • Pollena Trocchia • Pomigliano d'Arco • Pompei • Portici • Pozzuoli • Procida
Q
Qualiano • Quarto
R
Roccarainola
S
San Gennaro Vesuviano • San Giorgio a Cremano • San Giuseppe Vesuviano • San Paolo Bel Sito • San Sebastiano al Vesuvio • San Vitaliano • Sant'Agnello • Sant'Anastasia • Sant'Antimo • Sant'Antonio Abate • Santa Maria la Carità • Saviano • Scisciano • Serrara Fontana • Somma Vesuviana • Sorrento • Striano
T
Terzigno • Torre Annunziata • Torre del Greco • Trecase • Tufino
V
Vico Equense • Villaricca • Visciano • Volla

## Pokrajina Salerno
A
Acerno • Agropoli • Albanella • Alfano • Altavilla Silentina • Amalfi • Angri • Aquara • Ascea • Atena Lucana • Atrani • Auletta
B
Baronissi • Battipaglia • Bellizzi • Bellosguardo • Bracigliano • Buccino • Buonabitacolo
C
Caggiano • Calvanico • Camerota • Campagna • Campora • Cannalonga • Capaccio-Paestum • Casal Velino • Casalbuono • Casaletto Spartano • Caselle in Pittari • Castel San Giorgio • Castel San Lorenzo • Castelcivita • Castellabate • Castelnuovo Cilento • Castelnuovo di Conza • Castiglione del Genovesi • Cava de' Tirreni • Celle di Bulgheria • Centola • Ceraso • Cetara • Cicerale • Colliano • Conca dei Marini • Controne • Contursi Terme • Corbara • Corleto Monforte • Cuccaro Vetere
E
Eboli
F
Felitto • Fisciano • Furore • Futani
G
Giffoni Sei Casali • Giffoni Valle Piana • Gioi • Giungano
I
Ispani
L
Laureana Cilento • Laurino • Laurito • Laviano • Lustra
M
Magliano Vetere • Maiori • Mercato San Severino • Minori • Moio della Civitella • Montano Antilia • Monte San Giacomo • Montecorice • Montecorvino Pugliano • Montecorvino Rovella • Monteforte Cilento • Montesano sulla Marcellana • Morigerati
N
Nocera Inferiore • Nocera Superiore • Novi Velia
O
Ogliastro Cilento • Olevano sul Tusciano • Oliveto Citra • Omignano • Orria • Ottati
P
Padula • Pagani • Palomonte • Pellezzano • Perdifumo • Perito • Pertosa • Petina • Piaggine • Pisciotta • Polla • Pollica • Pontecagnano Faiano • Positano • Postiglione • Praiano • Prignano Cilento
R
Ravello • Ricigliano • Roccadaspide • Roccagloriosa • Roccapiemonte • Rofrano • Romagnano al Monte • Roscigno • Rutino
S
Sacco • Sala Consilina • Salento • Salerno • Salvitelle • San Cipriano Picentino • San Giovanni a Piro • San Gregorio Magno • San Mango Piemonte • San Marzano sul Sarno • San Mauro Cilento • San Mauro la Bruca • San Pietro al Tanagro • San Rufo • San Valentino Torio • Sant'Angelo a Fasanella • Sant'Arsenio • Sant'Egidio del Monte Albino • Santa Marina • Santomenna • Sanza • Sapri • Sarno • Sassano • Scafati • Scala • Serramezzana • Serre • Sessa Cilento • Siano • Sicignano degli Alburni • Stella Cilento • Stio
T
Teggiano • Torchiara • Torraca • Torre Orsaia • Tortorella • Tramonti • Trentinara
V
Valle dell'Angelo • Vallo della Lucania • Valva • Vibonati • Vietri sul Mare